# بوهراسی
بوهراسی یا اُسموفوبی (انگلیسی: Osmophobia) یا اولفاکتوفوبی (به انگلیسی: Olfactophobia) به هراس، بیزاری یا بیش‌حساسی روانی اشاره دارد نسبت به بو. این بیماری هراس عموماً در مبتلایان میگرن مزمن رخ می‌دهد و اغلب با بوهای نامطبوع شروع می‌شود، اما ممکن است ای بیش‌حساسیتی به همهٔ بوها کشیده شود.
یک مطالعه نشان داد که بیش از ۲۵ درصد مبتلایان به میگرن، دارای درجاتی از بوهراسی بوده‌اند.